# 细裂叶松蒿
细裂叶松蒿（学名：Phtheirospermum tenuisectum），为玄参科松蒿属下的一个植物种。
其根部可以入中药，又称草柏枝，具有养血安神，治疗心脏衰弱、心悸等疾病。其为多年生草本，丛生，细枝弯曲状。生长于山坡、灌木丛阴湿地。主要分布于中国四川、贵州、云南、西藏、青海等地。